# Фавзі аль-Мулькі
Фавзі аль-Мулькі (араб. فوزي الملقي; 1910–1962) — йорданський військовий та політичний діяч, міністр оборони й голова уряду Йорданії у 1953—1954 роках.